# Tamba plumipes
Tamba plumipes là một loài bướm đêm trong họ Noctuidae.